# Spencer Locke
Spencer Locke (ur. 20 września 1991 w Winter Park) – amerykańska aktorka.

## Filmografia

### Filmy
- 2004: Trudne słówka jako przyjaciel
- 2006: Straszny dom jako Jenny (głos)
- 2007: Resident Evil: Zagłada jako K-Mart
- 2010: Resident Evil: Afterlife jako K-Mart
- 2019: Chodzenie, jazda, rodeo jako Amberley Snyder

### Seriale
- 2002–2009: Bez śladu jako Brandee Case (gościnnie)
- 2003-2009: Dowody zbrodni jako Sarah Blake '76 (gościnnie)
- 2004–2006: Filip z przyszłości jako Candida (2005) (gościnnie)
- 2004: Szkolny poradnik przetrwania jako Bitsy
- 2009: Cougar Town: Miasto kocic jako Kylie (gościnnie)
- 2009: Big Time Rush jako Jeniferka (Jenifer)